# A remény rabjai (könyv)
A remény rabjai (Different Seasons) Stephen King első, kisregényeket tartalmazó gyűjteménye, amely 1982-ben jelent meg. Magyarul először az Európa Könyvkiadónál adták ki a művet, Bihari György, Elekes Dóra, Nagy Attila és Polgárdi Péter fordításában, 1998-ban. Ahogyan a második ilyen kötet, a Titkos ablak, titkos kert (1990), ez is négy kisregényt tartalmaz. 
A kötet három kisregényéből is készült film: A remény rabjai, a Stephen King: Az eminens és az Állj mellém!.

## Tartalom
- A remény rabjai (Rita Hayworth and the Shawshank Redemption)
- A jó tanuló (Apt Pupil)
- Állj ki mellettem! (The Body)
- A légzőgyakorlat (The Breathing Method)
- Utószó (Afterword)

## Magyarul
- A remény rabjai. Kisregények; utószó Elekes Dóra; Európa, Bp., 1998
  - A remény rabjai; ford. Nagy Attila
  - A jó tanuló; ford. Bihari György
  - Állj ki mellettem!; ford. Polgárdi Péter
  - A légzőgyakorlat; ford. Elekes Dóra